# Caminhos Verdes de Minas

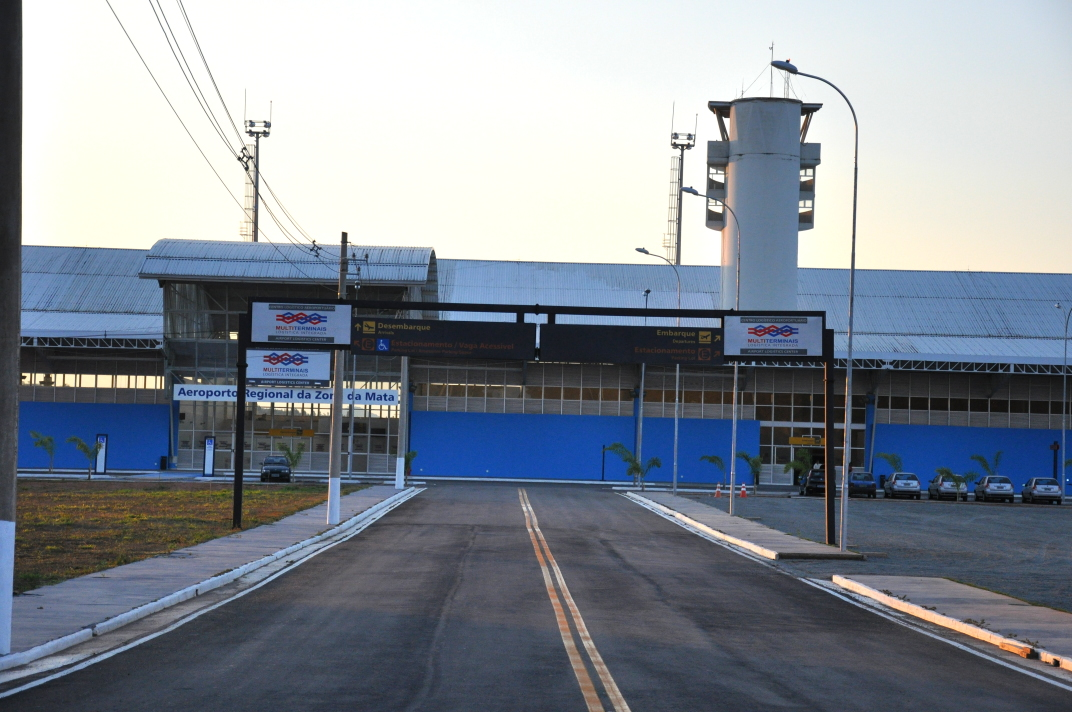
Aeroporto Regional da Zona da Mata, localizado entre Goianá e Rio Novo.

Caminhos Verdes de Minas é um circuito turístico do estado brasileiro de Minas Gerais que reúne sete municípios da Zona da Mata: Coronel Pacheco, Descoberto, Goianá, Guarani, Piau, Rio Novo e São João Nepomuceno.

## Acesso
O acesso ao circuito é feito pelo Aeroporto Presidente Itamar Franco e pelas rodovias MG-126, MG-133 e MG-353.